# Simo Krunić
Simo Krunić (Sarajevo, 13 gennaio 1967) è un allenatore di calcio ed ex calciatore bosniaco, di ruolo centrocampista.

## Palmarès

### Giocatore

#### Competizioni nazionali
- Coppa della Corea del Sud: 1

Pohang Steelers: 1996

### Allenatore

#### Competizioni nazionali
- Coppa di Serbia: 1

Jagodina: 2012-2013